# Соён (певица)
Пак Соён (кор. 박소연, кит. 朴昭姸, при рождении Пак Инджо́н (кор. 박인정); род. 5 октября 1987 года, более известная как Соён) — южнокорейская певица и актриса. Она дебютировала как сольная исполнительница в 2021 году.
Являлась лидером и главной вокалисткой гёрл-группы T-ara, а также была участницей саб-юнита QBS.

## Биография
Соён родилась 5 октября 1987 года в Андоне, провинция Кёнсан-Пукто, Южная Корея. При рождении её назвали Инджон, но, по её же словам, все люди с самого детства называли её Соён, поэтому она решила сменить имя. В 2005 году участвовала в песенном конкурсе и заняла там первое место. Соён обучалась в старшей школе искусств в Аняне.
В подростковом возрасте Соён стала трейни SM Entertainment и изначально должна была стать лидером и главной вокалисткой Girls’ Generation, но за полгода до дебюта ушла из агентства, ощущая слабость и неготовность к тому, чтобы дебютировать. Позднее Соён подписала контракт с Mnet Media, чтобы стать частью новой женской группы и исполнить свою мечту стать певицей.

## Карьера

### 2009–2011: Дебют в T-ara
Дебют новой женской группы T-ara, которые должны были стать «королевами музыкальной индустрии», претерпевал изменения в составе ещё до официального дебюта. Оригинальный состав из пяти участниц стажировался вместе три года, но Джиэ и Дживон ушли за месяц до выхода дебютного сингла «거짓말 (Lies)», и компания приняла решении о добавлении новых участниц. Таким образом, за три недели до дебюта в группе появились Соён и Кьюри.
В январе 2010 года Соён была госпитализирована в больницу с симптомами гриппа после съёмок в дораме «Мастера обучения» с другими участницами группы, и T-ara завершили недавно начавшийся промоушен с синглом «처음처럼 (Like the First Time)». В мае стартовал показ дорамы «Кофейня», специально для которого Соён исполнила песню «Page One» совместно с Ок Чухён. 28 июля состоялась премьера фильма «Звонок смерти 2: Кровавый лагерь», где одну из главных ролей исполнила Чиён, а Соён записала саундтрек «What Should We Finish?».
В 2011 году Соён стала постоянной участницей телешоу «100 баллов из 100». В декабре того же года она была назначена новым лидером T-ara.

### 2012–2013: Актерские роли и QBS
13 января 2012 года Соён участвовала в мюзикле «Roly-Poly», основанном на одноимённом хит-сингле T-ara, выпущенном в июне 2011 года. 13 августа стартовал показ дорамы «Влюблённые с Хэундэ», где она исполнила роль Ли Гвансу.
26 июня 2013 года состоялся дебют саб-юнита QBS, куда вошли Кьюри и Борам; юнит был ориентирован исключительно на японский рынок. В июле девушка перестала быть лидером T-ara и её заменили на Кьюри.

### 2017–н.в: Уход из MBK Entertainment
6 марта 2017 года MBK Entertainment объявили о последнем камбэке T-ara в составе шести человек до истечения контрактов Соён и Борам; альбом должен был выйти в мае. Из-за конфликтов менеджмента релиз отложили до июня, Соён и Борам уже не выступали с группой, так как их контракты подошли к концу 15 мая.
11 июля 2020 года стало известно, что девушка подписала контракт с Think Entertainment.

## Публичный имидж
На протяжении восьми лет Соён была участницей T-ara, одной из популярных и самых продаваемых корейских женских групп второго поколения, и её не раз признавали одной из самых сильных главных вокалисток среди женских айдол-групп наравне с Юи (After School), Хёрин (Sistar), Тхэён (Girls’ Generation) и Соне (Wonder Girls).

## Личная жизнь
28 сентября 2013 года MBK Entertainment подтвердили, что Соён состоит в отношениях с актёром О Чон Хёком на протяжении трёх лет. 5 июля 2016 года было объявлено, что пара рассталась; DSP Media, агентство Чон Хёка, комментировать причину отказалось, а MBK заявили, что расставание произошло из-за чрезмерно загруженной деятельности обоих.
В ноябре 2022 года было объявлено, что она вышла замуж за футболиста Чо Ю Мина, с которым к неё были отношения в течение трёх лет.

## Дискография
| Название                                                                                    | Год  | Альбом                         |
| ------------------------------------------------------------------------------------------- | ---- | ------------------------------ |
| «Page One (Part 2)» (페이지원 (Part 2)) (с Ок Чухён)                                        | 2010 | Coffee House OST               |
| «What Should We Finish?» (뭐라고 끝낼까?)                                                   | 2010 | Death Bell 2 OST Part 1        |
| «Until The End» (с Борам)                                                                   | 2011 | Gisaeng Ryung OST              |
| «Page One» (페이지원) (Ок Чухён при участии Соён)                                           | 2011 | Coffee House OST               |
| «Song For You» (널 위해 부르는 노래) (с Ан Ёнмином)                                         | 2011 | Ahn Young-min A-Family, Part 3 |
| «Sign» (с Арым)                                                                             | 2013 | Bunny Style!                   |
| «Love Poem»                                                                                 | 2013 | Bunny Style!                   |
| «Painkiller» (진통제) (с Юджином, Ёнко, Тэвуном и Сонмином)                                 | 2013 | Tears of Mind                  |
| «Don’t Forget Me» (나를 잊지 말아요) (с Ынджон, Минкён, Сынхи, Джонгуком, Седжуном и Сынни) | 2015 | White Snow                     |

## Фильмография
| Год  |   | Русское название                           | Оригинальное название                  | Роль               |
| ---- | - | ------------------------------------------ | -------------------------------------- | ------------------ |
| 2010 | с | Гигант                                     | Giant                                  | Bunny Girls        |
| 2010 | с | Мастер обучения                            | Master of Study                        | Плохая студентка   |
| 2011 | ф | Ужасный                                    | Gisaeng Ryung                          | Эпизодеческая роль |
| 2012 | с | Влюблённые с Хэундэ                        | Lovers of Haeundae                     | Ли Гвансу          |
| 2015 | с | Сладкий соблазн                            | Sweet Temptation                       | Со Хи              |
| 2019 | ф | Люблю тебя, ты лучше всех, теперь изменись | I Love You, You're Perfect, Now Change | Эпизодическая роль |